# Woodbury (Minnesota)
Woodbury és una població dels Estats Units a l'estat de Minnesota. Segons el cens del 2006 tenia 54.635 habitants.

## Demografia
Segons el cens del 2000, Woodbury tenia 46.463 habitants, 16.676 habitatges, i 12.657 famílies. La densitat de població era de 512,6 habitants per km².
Dels 16.676 habitatges en un 43,8% hi vivien nens de menys de 18 anys, en un 66,8% hi vivien parelles casades, en un 0% dones solteres, i en un 24,1% no eren unitats familiars. En el 18,8% dels habitatges hi vivien persones soles el 3,3% de les quals corresponia a persones de 65 anys o més que vivien soles. El nombre mitjà de persones vivint en cada habitatge era de 2,76 i el nombre mitjà de persones que vivien en cada família era de 2,76.
Per edats la població es repartia de la següent manera: un 0% tenia menys de 18 anys, un 5,9% entre 18 i 24, un 36,9% entre 25 i 44, un 20,5% de 45 a 60 i un 6,1% 65 anys o més.
L'edat mediana era de 33 anys. Per cada 100 dones de 18 o més anys hi havia 94,1 homes.
Entorn del 0,8% de les famílies i l'1,7% de la població estaven per davall del llindar de pobresa.

## Poblacions més properes
El següent diagrama mostra les poblacions més properes.